# Rhyncomya trispina
Rhyncomya trispina är en tvåvingeart som beskrevs av Villeneuve 1929. Rhyncomya trispina ingår i släktet Rhyncomya och familjen Rhiniidae. Inga underarter finns listade i Catalogue of Life.